# Копље (војна јединица)
Копље (фр. Lances fournies) је средњовековни назив за мању коњичку јединицу, састављену од једног витеза и неколико пратилаца на коњима. Овај термин користио се у 14. и 15. веку.

## Организација и тактика
Садејство витеза са другим борцима у коњици условило је средином 14. века појаву организационе јединице под називом копље (енгл. Lance, фр. Glaive), које чине витез и његова пратња. Пратњу (1-10 људи) су обично сачињавали стрелци (2-3), лаки коњаник (фр. Coutillier - у буквалном преводу ножар, уобичајени назив за разбојника), паж и слуга (фр. Valet). У борби стрелци су сјахивали и дејствовали пред фронтом или са стране, да би противничке витезове пре судара обесхрабрили и омели дејство њихових стрелаца. Лаки коњаник је непосредно помагао витезу, а употребљаван је и за извиђање, осигурање и гоњење. Паж и слуга нису учествовали у борби.
Величина војске рачунала се по броју копаља, односно броју витезова, а не по јачини пратње. Тако су француске ордонанс-компаније средином 15. века имале по 100 копаља, са по 6 људи на коњу: витез, лаки коњаник, 2 стрелца, оружоноша и паж.